# Michaił Roginiec
Michaił Gieorgijewicz Roginiec (ros. Михаил Георгиевич Рогинец, ur. 22 listopada?/5 grudnia 1910 we wsi Iwot w guberni czernihowskiej, zm. 11 lutego 1980) – radziecki polityk, I sekretarz Komitetu Obwodowego KP(b)U/KPU w Czernihowie (1948–1953), I sekretarz Komitetu Obwodowego KPK w Kokczetawie (1954–1955).

## Życiorys
W latach 1927–1931 uczeń technikum chemicznego w Szostce, 1931–1932 studiował w Instytucie Chemiczno-Technologicznym, od maja 1933 do marca 1935 w Armii Czerwonej, kursant szkoły młodszych lotników specjalistów. W latach 1935–1938 dziekan fakultetu robotniczego Instytutu Chemicznego w Szostce, od 1938 kierownik rejonowego oddziału edukacji ludowej, 1939 przewodniczący obwodowego komitetu związku zawodowego pracowników szkół podstawowych i średnich w Czernihowie. Od 1937 w WKP(b), od października 1939 do sierpnia 1940 kierownik wydziału szkół i zastępca kierownika wydziału propagandy i agitacji Komitetu Obwodowego KP(b)U w Czernihowie, 1940–1941 kierownik obwodowego oddziału edukacji ludowej w Czernihowie i zastępca przewodniczącego Komitetu Wykonawczego Czernihowskiej Rady Obwodowej. W latach 1941–1946 w Armii Czerwonej, gdzie dosłużył się stopnia kapitana. W 1946 ponownie zastępca przewodniczącego Komitetu Wykonawczego Rady Obwodowej w Czernihowie, 1946-1948 sekretarz Komitetu Obwodowego KP(b)U w Czernihowie ds. kadr, od 1948 do 18 września 1953 I sekretarz Komitetu Obwodowego KP(b)U/KPU w Czernihowie. Od 28 stycznia 1949 do 17 stycznia 1956 członek KC KP(b)U/KPU, 1953–1954 słuchacz kursów przy KC KPZR, 1954–1955 I sekretarz Komitetu Obwodowego KPK w Kokczetawie, od lipca 1955 do 1957 minister sowchozów Kazachskiej SRR. Od 27 stycznia 1956 członek KC KPK, 1957–1961 minister gospodarki rolnej Kazachskiej SRR, 1961-1965 I zastępca przewodniczącego Państwowego Komitetu Planowego Rady Ministrów Kazachskiej SRR, 1962–1954 członek Biura KC KPK ds. gospodarki rolnej. W latach 1965–1971 ponownie minister gospodarki rolnej Kazachskiej SRR, 1971–1976 szef zarządu gospodarki rolnej i zapasów Ministerstwa Przemysłu Spożywczego Kazachskiej SRR, następnie na emeryturze.

## Odznaczenia
- Order Lenina
- Order Rewolucji Październikowej
- Order Czerwonego Sztandaru Pracy (dwukrotnie)
- Order Wojny Ojczyźnianej II klasy